# Lamasjön
Lamasjön är en sjö i kommunen Pedersöre i landskapet Österbotten i Finland. Sjön ligger 48,3 meter över havet. Arean är 30 hektar och strandlinjen är 2,7 kilometer lång. Sjön  ingår i Esse å huvudavrinningsområde.   Den ligger omkring 93 kilometer nordöst om Vasa och omkring 380 kilometer norr om Helsingfors. 